# На всю оставшуюся жизнь…
«На всю оставшуюся жизнь…» — телевизионный чёрно-белый художественный фильм 1975 года, вторая экранизация повести Веры Пановой «Спутники».
Этот фильм, выпущенный к 30-летней годовщине Победы советского народа в Великой Отечественной войне, представляет собой ремейк фильма «Поезд милосердия» (1965 год). В нём 4 серии, повествующие о фронтовом санитарном поезде, который называют «поездом милосердия». Четыре года там спасают раненых. Одним из сценаристов фильма стал Борис Вахтин, родной сын писательницы Веры Пановой, автора литературной первоосновы фильма.

## Сюжет
В первой серии зрители знакомятся с героями, когда комиссар Данилов, проходя по санитарному поезду, заглядывает в купе. При этом проходят воспоминания комиссара Данилова, молодой и очаровательной Леночки Огородниковой, доктора Белова о мирной, спокойной и, главное, счастливой жизни. Когда появляется известие о начале войны, комиссар Данилов формирует поезд и подбирает персонал.
Во второй серии появляются новые герои — тяжелораненые солдаты, сохранившие после многочисленных операций и ампутаций надежду и оптимизм — их большинство, они не пришли в отчаяние и продолжают жить и радоваться жизни. На их фоне выделяется трагичный персонаж Жигалова — морской офицер, не желающий жить калекой. В купе оптимистов ярко выделяется парализованный младший лейтенант Крамин. Встреча Крамина с женой стала одной из самых ярких сцен картины.
Третья серия повествует о тяжёлых военных буднях медиков, которые разбавлены несколькими весёлыми и интересными эпизодами — о курятнике на колёсах, большими и небольшими романами (Юлии Дмитриевны, старшей медсестры, с доктором Супруговым, медсестры Фаины с монтёром Низвецким). Появляются новые лица - плотник дядя Саша, который похоронил всю свою семью из шести человек, убитых при бомбежке поезда. Появилась девочка-сирота Васка. Данилов разрешил ей остаться, чтобы она помогала ухаживать за птичником, который колесил вместе с санитарным поездом. Всё это дополняется трагическими вставками о печальных событиях в жизни многих героев и их семей, резких трагических поворотах в их судьбах. На этом фоне выделяется эпизод, когда доктор Белов узнаёт о гибели жены и дочери в осаждённом Ленинграде осенью 1941 года.
Четвёртая серия рассказывает о том, как горьки для главных героев оказались дни в преддверии Победы. Леночка Огородникова узнаёт, что Даня, которого она любила, женился на другой. Белов, оказавшись наконец в своём любимом Ленинграде, на месте своего дома видит одни развалины, но узнаёт, что его сын жив и воюет на фронте. Юлия Дмитриевна едет в поезде с любимым ею доктором Супруговым, полная надежд на дальнейшую совместную жизнь с ним, ведь у них даже общий паёк в дорогу, но он делит этот паёк...

## В ролях
- Алексей Эйбоженко — комиссар Данилов
- Эрнст Романов — начальник поезда доктор Белов
- Людмила Аринина — Юлия Дмитриевна
- Таисия Калинченко — Лена Огородникова
- Светлана Карпинская — операционная сестра Фаина
- Михаил Данилов — доктор Супругов
- Григорий Гай — завхоз Соболь
- Пантелеймон Крымов — Сухоедов
- Глеб Стриженов — Кравцов
- Георгий Штиль — Горемыкин
- Татьяна Чернецова — медсестра Смирнова
- Владимир Богин — Нифонов
- Евгений Соляков — Даня
- Майя Булгакова — Дуся
- Валентин Гафт — парализованный младший лейтенант Крамин
- Кира Головко — Сонечка, жена доктора Белова
- Михаил Жигалов — капитан-лейтенант без ноги
- Сергей Заморев — Низвецкий
- Маргарита Захарова — Васка
- Валерий Золотухин — Саша
- Николай Пеньков — Лутохин
- Владимир Пучков — Колька Пухов
- Маргарита Терехова — учительница Фаина, позднее — беременная с ампутированной ногой
- Нина Ургант — тётя Таня
- Татьяна Щуко — жена Кравцова

## Съёмочная группа
- Сценарий: Бориса Вахтина, Петра Фоменко
- Режиссёр-постановщик — Пётр Фоменко
- Оператор-постановщик — Вячеслав Бабенков
- Художники-постановщики: Владимир Лебедев, Николай Субботин, Генриетта Джагизян
- Композитор — Вениамин Баснер
- Звукооператор — Морис Вендров
- Монтаж: Лидии Денисовой, Ларисы Нестеровой
- Исполнение песен: Пётр Фоменко и Таисия Калинченко
- Авторы слов песни: Борис Вахтин, Пётр Фоменко

## Призы
- 1975 — Приз VI Всесоюзного фестиваля телефильмов.